# Duinen Ameland
Duinen Ameland este o arie protejată (arie specială de conservare — SAC, sit de importanță comunitară — SCI, arie de protecție specială avifaunistică — SPA) din Țările de Jos întinsă pe o suprafață de 2.055 ha, integral pe uscat.

## Localizare
Centrul sitului Duinen Ameland este situat la coordonatele 53°27′21″N 5°45′07″E / 53.4557°N 5.7519°E.

## Înființare
Situl Duinen Ameland a fost declarat arie de protecție specială avifaunistică în martie 2000 pentru a proteja 1 specie de plante și 10 specii de animale. Alte tipuri de protecție:
- sit de importanță comunitară (în august 2002)
- arie specială de conservare (în februarie 2009)[1][3][4]

## Biodiversitate
Situată în ecoregiunea atlantică, aria protejată conține 10 habitate naturale: Pășuni atlantice udate de apa mării (Glauco-Puccinellietalia maritimae), Dune mobile de-a lungul țărmului cu Ammophila arenaria („dune albe”), Dune de coastă fixe cu vegetație erbacee („dune gri”), Dune fixe decalcificate cu Empetrum nigrum, Dune fixe decalcificate atlantice (Calluno-Ulicetea), Dune cu Hyppophaë rhamnoides, Dune cu Salix repens ssp. argentea (Salicion arenariae), Dune împădurite din regiunile atlantică, continentală și boreală, Depresiuni intradunale umede, Formațiuni ierboase bogate în specii de Nardus, dezvoltate pe substraturi silicioase în zone montane (și în zone submontane, în Europa continentală).
La baza desemnării sitului se află mai multe specii protejate:
- plante (1): moșișoare (Liparis loeselii)
- păsări (9): lăcar-de-rogoz (Acrocephalus schoenobaenus), ciuf de câmp (Asio flammeus), buhai de baltă (Botaurus stellaris), erete de stuf (Circus aeruginosus), erete vânăt (Circus cyaneus), sfrâncioc roșiatic (Lanius collurio), pietrar sur (Oenanthe oenanthe), cresteț pestriț (Porzana porzana), eider (Somateria mollissima)
- mamifere (1): Halichoerus grypus